# Chevrolet Series 490
Chevrolet Series 490 — модель автомобіля, що вироблялася з 1915 року по 1922 рік.
Модель 490 була дуже популярною у модельній лінійці Chevrolet. Середня ціна на авто становила $ 820. Стандартне обладнання включало в себе спідометр, амперметр, купольні ліхтарі (закритий корпус).

## Виробництво
| Рік   | Кількість         | Ціна        |
| ----- | ----------------- | ----------- |
| 1915  |                   | $490        |
| 1916  | 70,701            | $550-$750   |
| 1917  |                   |             |
| 1918  | 95,660            | $660-$1,060 |
| 1919  | 149,833 (approx.) | $715-$1,185 |
| 1920  | 150,226 (approx.) | $795-$1,285 |
| 1921  | 76,370 (approx.)  | $795-$1,375 |
| 1922  | 243,479 (approx.) | $510-$875   |
| Разом | 786,289           |             |